# Verticordia (plant)
Verticordia is een geslacht uit de mirtefamilie (Myrtaceae). De soorten variëren van kleine struiken tot bomen die voorkomen in Australië.

## Soorten
- Verticordia acerosa Lindl.
- Verticordia aereiflora Eliz.George & A.S.George
- Verticordia albida A.S.George
- Verticordia amphigia A.S.George
- Verticordia apecta Eliz.George & A.S.George
- Verticordia argentea A.S.George
- Verticordia attenuata A.S.George
- Verticordia aurea A.S.George
- Verticordia auriculata A.S.George
- Verticordia bifimbriata A.S.George
- Verticordia blepharophylla A.S.George
- Verticordia brachypoda Turcz.
- Verticordia brevifolia A.S.George
- Verticordia brownii (Desf.) A.Cunn. ex DC.
- Verticordia capillaris A.S.George
- Verticordia carinata Turcz.
- Verticordia centipeda A.S.George
- Verticordia chrysantha Endl.
- Verticordia chrysanthella A.S.George
- Verticordia chrysostachys Meisn.
- Verticordia citrella A.S.George
- Verticordia comosa A.S.George
- Verticordia cooloomia A.S.George
- Verticordia coronata A.S.George
- Verticordia crebra A.S.George
- Verticordia cunninghamii Schauer
- Verticordia dasystylis A.S.George
- Verticordia decussata S.T.Blake ex Byrnes
- Verticordia densiflora Lindl.
- Verticordia dichroma A.S.George
- Verticordia drummondii Schauer
- Verticordia endlicheriana Schauer
- Verticordia eriocephala A.S.George
- Verticordia etheliana C.A.Gardner
- Verticordia fastigiata Turcz.
- Verticordia fimbrilepis Turcz.
- Verticordia forrestii F.Muell.
- Verticordia fragrans A.S.George
- Verticordia galeata A.S.George
- Verticordia gracilis A.S.George
- Verticordia grandiflora Endl.
- Verticordia grandis J.Drumm.
- Verticordia habrantha Schauer
- Verticordia halophila A.S.George
- Verticordia harveyi Benth.
- Verticordia helichrysantha F.Muell. ex Benth.
- Verticordia helmsii S.Moore
- Verticordia huegelii Endl.
- Verticordia hughanii F.Muell.
- Verticordia humilis Benth.
- Verticordia inclusa A.S.George
- Verticordia insignis Endl.
- Verticordia integra A.S.George
- Verticordia interioris C.A.Gardner ex A.S.George
- Verticordia jamiesonii F.Muell.
- Verticordia laciniata A.S.George
- Verticordia lehmannii Schauer
- Verticordia lepidophylla F.Muell.
- Verticordia lindleyi Schauer
- Verticordia longistylis A.S.George
- Verticordia luteola A.S.George
- Verticordia minutiflora F.Muell.
- Verticordia mirabilis Eliz.George & A.S.George
- Verticordia mitchelliana C.A.Gardner
- Verticordia mitodes A.S.George
- Verticordia monadelpha Turcz.
- Verticordia muelleriana E.Pritz.
- Verticordia multiflora Turcz.
- Verticordia nitens (Lindl.) Endl.
- Verticordia nobilis Meisn.
- Verticordia oculata Meisn.
- Verticordia ovalifolia Meisn.
- Verticordia oxylepis Turcz.
- Verticordia paludosa A.S.George
- Verticordia patens A.S.George
- Verticordia penicillaris F.Muell.
- Verticordia pennigera Endl.
- Verticordia pholidophylla F.Muell.
- Verticordia picta Endl.
- Verticordia pityrhops A.S.George
- Verticordia plumosa (Desf.) Druce
- Verticordia polytricha Benth.
- Verticordia pritzelii Diels
- Verticordia pulchella A.S.George
- Verticordia rennieana F.Muell. & Tate
- Verticordia roei Endl.
- Verticordia rutilastra A.S.George
- Verticordia serotina A.S.George
- Verticordia serrata (Lindl.) Schauer
- Verticordia setacea A.S.George
- Verticordia sieberi Diesing ex Schauer
- Verticordia spicata F.Muell.
- Verticordia staminosa C.A.Gardner & A.S.George
- Verticordia stenopetala Diels
- Verticordia subulata A.S.George
- Verticordia tumida A.S.George
- Verticordia venusta A.S.George
- Verticordia verticillata Byrnes
- Verticordia verticordina (F.Muell.) A.S.George
- Verticordia vicinella A.S.George
- Verticordia wonganensis A.S.George

## Hybriden
- Verticordia × eurardyensis Eliz.George & A.S.George

... · 
Acmena · 
Actinodium · 
Agonis · 
Allosyncarpia · 
Aluta · 
Angophora · 
Astartea · 
Astus · 
Babingtonia · 
Baeckea · 
Callistemom · 
Calytrix · 
Chamelaucium · 
Corymbia · 
Corynanthera · 
Cyathostemon · 
Darwinia · 
Enekbatus · 
Ericomyrtus · 
Eucalyptus (Eucalyptus) · 
Eugenia · 
Euryomyrtus · 
Feijoa · 
Homalocalyx · 
Homoranthus · 
Hypocalymma · 
Lamarchea · 
Leptospermum · 
Lophomyrtus · 
Malleostemon · 
Metrosideros · 
Micromyrtus · 
Myrceugenia · 
Myrciaria · 
Myrtus (Mirte) · 
Ochrosperma · 
Osbornia · 
Pileanthus · 
Pimenta · 
Psidium · 
Rinzia · 
Sannantha · 
Scholtzia · 
Syzygium · 
Thryptomene · 
Triplarina · 
Tristaniopsis · 
Verticordia · 
Waterhousea · 
Xanthostemon · 
...